# Ernst Bickel
Ernst Johann Friedrich Hermann Bickel (* 26. November 1876 in Wiesbaden; † 10. April 1961 in Bonn) war ein deutscher klassischer Philologe und Hochschullehrer.

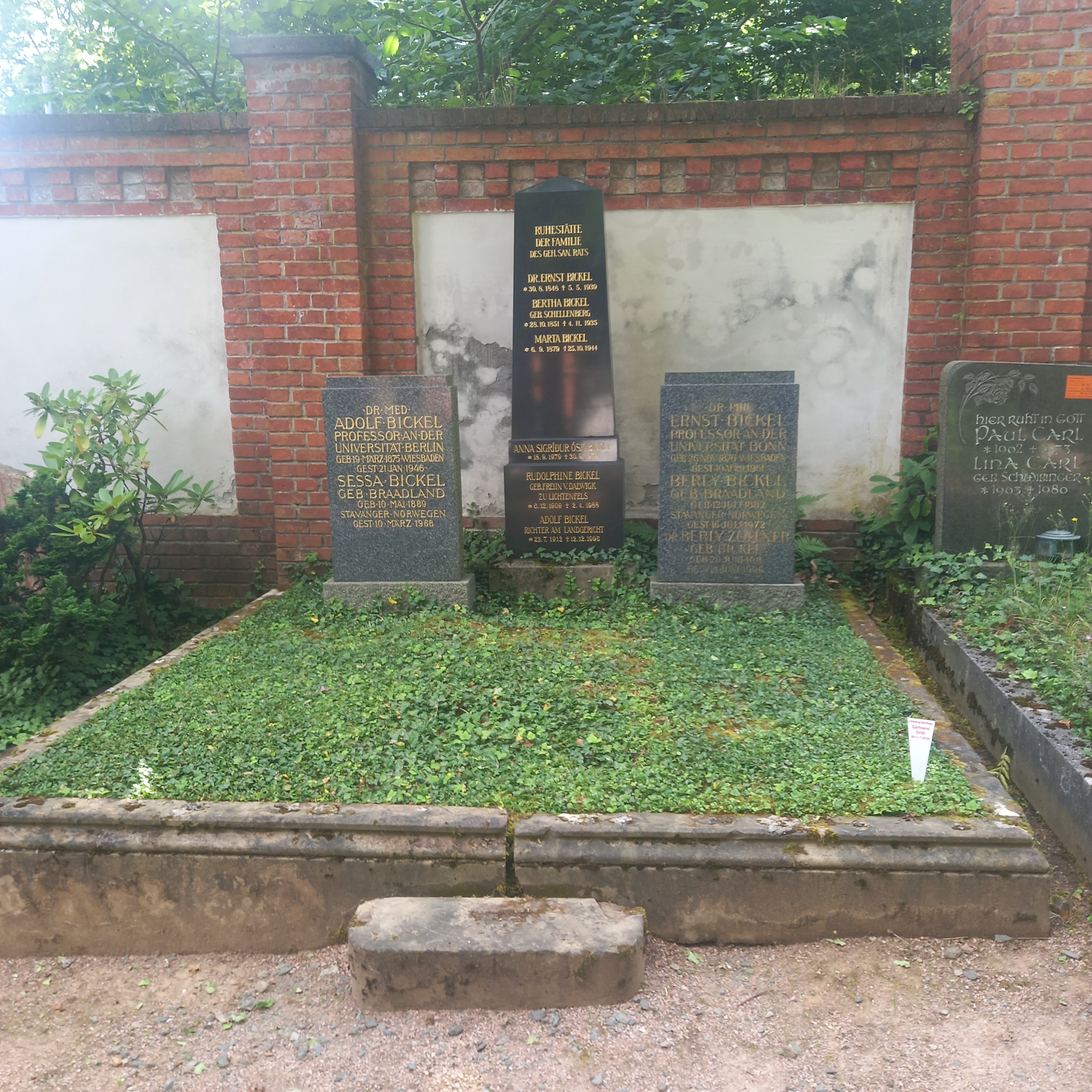
Das Grab von Ernst Bickel und seiner Ehefrau Berly geborene Braadland im Familiengrab auf dem Nordfriedhof (Wiesbaden)

## Leben
Ernst Bickel wurde geboren und evangelisch getauft als Sohn des namensgleichen Arztes Ernst Bickel und dessen Frau Bertha, geb. Schellenberg. Er studierte Klassische Philologie an der Bonner Universität bei Franz Bücheler, Hermann Usener und Anton Elter und wurde 1900 promoviert. Er wurde Mitglied des Philologischen Vereins Bonn im Naumburger Kartellverband. Seit 1906 war er mit einer Norwegerin verheiratet. Nach seiner Habilitation in Bonn (1906) wurde er in Greifswald zum außerordentlichen Professor ernannt und ging im Sommersemester 1909 in derselben Stellung an die Universität Kiel. 1921 wurde er als ordentlicher Professor an die Universität Königsberg berufen. Zum Sommersemester 1928 folgte er einem Ruf auf den vakanten Lehrstuhl von Friedrich Marx in Bonn. Von Marx übernahm er im Jahr 1935 auch die Herausgeberschaft des Rheinischen Museums für Philologie, die er bis zum letzten Band der Folge (92/1944) innehatte. Während der Weimarer Republik engagierte sich Bickel in der nationalliberalen Deutschen Volkspartei.
Während der Zeit des Nationalsozialismus verhielt sich Bickel dem Regime gegenüber loyal, ohne jedoch politisch hervorzutreten. Er trat 1933 dem Nationalsozialistischen Lehrerbund bei, engagierte sich jedoch nicht im Sinne der herrschenden Ideologie und hielt nationalsozialistische Einflüsse aus seiner Forschungsarbeit fern. Seine Emeritierung, die 1941 anstand, wurde wegen seiner Verdienste in Lehre und Forschung und seiner Beliebtheit bei den Studenten hinausgeschoben. Vom Sommersemester 1943 bis zum Wintersemester 1943/1944 war Bickel Dekan der Philosophischen Fakultät.
Nach dem Ende des Zweiten Weltkriegs blieb Bickel als Professor für Klassische Philologie im Amt. Er wurde 1948, im Alter von 71 Jahren, emeritiert und übernahm die neugegründete Professur der Eloquenz, die er erst 1960 (im Alter von 84 Jahren) aufgab. 1948 gründete Bickel die Zeitschrift Rheinisches Museum für Philologie unter Beibehaltung der alten Zählung neu.
Bickel wohnte in der Hohenzollernstrasse 8 in Bonn-Bad Godesberg. Sein älterer Bruder Adolf Bickel war Arzt und außerordentlicher Professor für Pathophysiologie an der Universität Berlin.

## Schriften (Auswahl)
- Der altrömische Gottesbegriff. Eine Studie zur antiken Religionsgeschichte. Teubner, Leipzig 1921.
- Homerischer Seelenglaube. Geschichtliche Grundzüge menschlicher Seelenvorstellungen. Dt. Verlagsges. f. Politik u. Geschichte, Berlin 1926.
- Lehrbuch der Geschichte der römischen Literatur (= Bibliothek der klassischen Altertumswissenschaften, Bd. 8). Winter, Heidelberg 1937 (2. Aufl. 1961).
- Themistokles. Eine antike Führer-Tragödie als deutsche Dichtung nach einem Plane Schillers; Wissenschaft und Drama (= Bonner Universitätsschriften, Bd. 2). Scheur, Bonn 1946.
- Friedrich Ritschl und der Humanismus in Bonn. Ein Beitrag zur Neugestaltung der höheren Schule in der Nord-Rheinprovinz (= Bonner Universitätsschriften, Bd. 1). Scheur, Bonn 1946.
- Arminiusbiographie und Sagensigfrid. Röhrscheid, Bonn 1949.
- Homer. Die Lösung der homerischen Frage. Scheur, Bonn 1949.